# Nécropole nationale de Sainte-Anne-d'Auray
La nécropole nationale de Sainte-Anne-d'Auray est un cimetière militaire français situé sur le territoire de la commune de Sainte-Anne-d'Auray dans le département du Morbihan, en contrebas du Mémorial de la Grande Guerre de Sainte-Anne-d'Auray. On y trouve des tombes de soldats tombés durant la guerre de 1870, la Première, la Seconde Guerre mondiale et de la Guerre d'Indochine.

## Historique
La nécropole fut créée en 1959. En 1960-1961, les corps de soldats morts au cours de la Seconde Guerre mondiale exhumés des carrés militaires de cimetières communaux de Bretagne, du Poitou et des Pays de la Loire furent inhumés dans cette nécropole.
En 1983-1984, ce furent les dépouilles de soldats morts au cours de la Première Guerre mondiale exhumés des carrés militaires des cimetières communaux de Bretagne qui y furent regroupés ainsi que des corps de soldats belges morts pendant la Grande Guerre et précédemment inhumés en Bretagne, Pays de la Loire et Normandie.
En 1988, les dépouilles de militaires belges inhumés au cours de la guerre de 1914-1918 en Haute-Garonne et en Hautes-Pyrénées furent transférés dans cette nécropole.

## Caractéristiques
D'une superficie de 1,7 ha, la nécropole nationale compte 2 106 sépultures de militaires décédés dans les hôpitaux de l'Ouest de la France de blessures ou de maladies contractées pendant les guerres de 1870, de 1914-1918 et de 1939-1945. C'est l'unique nécropole nationale située en Bretagne.
Un carré rassemble les corps de 1 355 Français, dont 187 en ossuaire, 9 Espagnols, 1 Polonais, 5 Soviétiques décédés durant la Seconde Guerre mondiale. L'ossuaire est situé sous un menhir dédié aux morts de toutes les guerres, offert par Marie Texier-Lahoulle, députée du Morbihan, en souvenir de ses deux fils morts pendant la Seconde Guerre mondiale, l'un dans le Nord le 20 mai 1940 pendant la Bataille de France et l'autre à Draguignan le 21 septembre 1944, au moment de la Libération. Les corps de six militaires français tués durant la Guerre d'Indochine y ont également été inhumés.
Dans un ossuaire de 4 m2, furent ensevelis les corps de 20 soldats français de l'Armée de la Loire, formée pour partie de mobiles bretons morts pendant la Guerre franco-allemande de 1870. Cet ossuaire est surmonté d'une statue de mobile aux aguets, œuvre d'Aristide Croisy.

## Photos

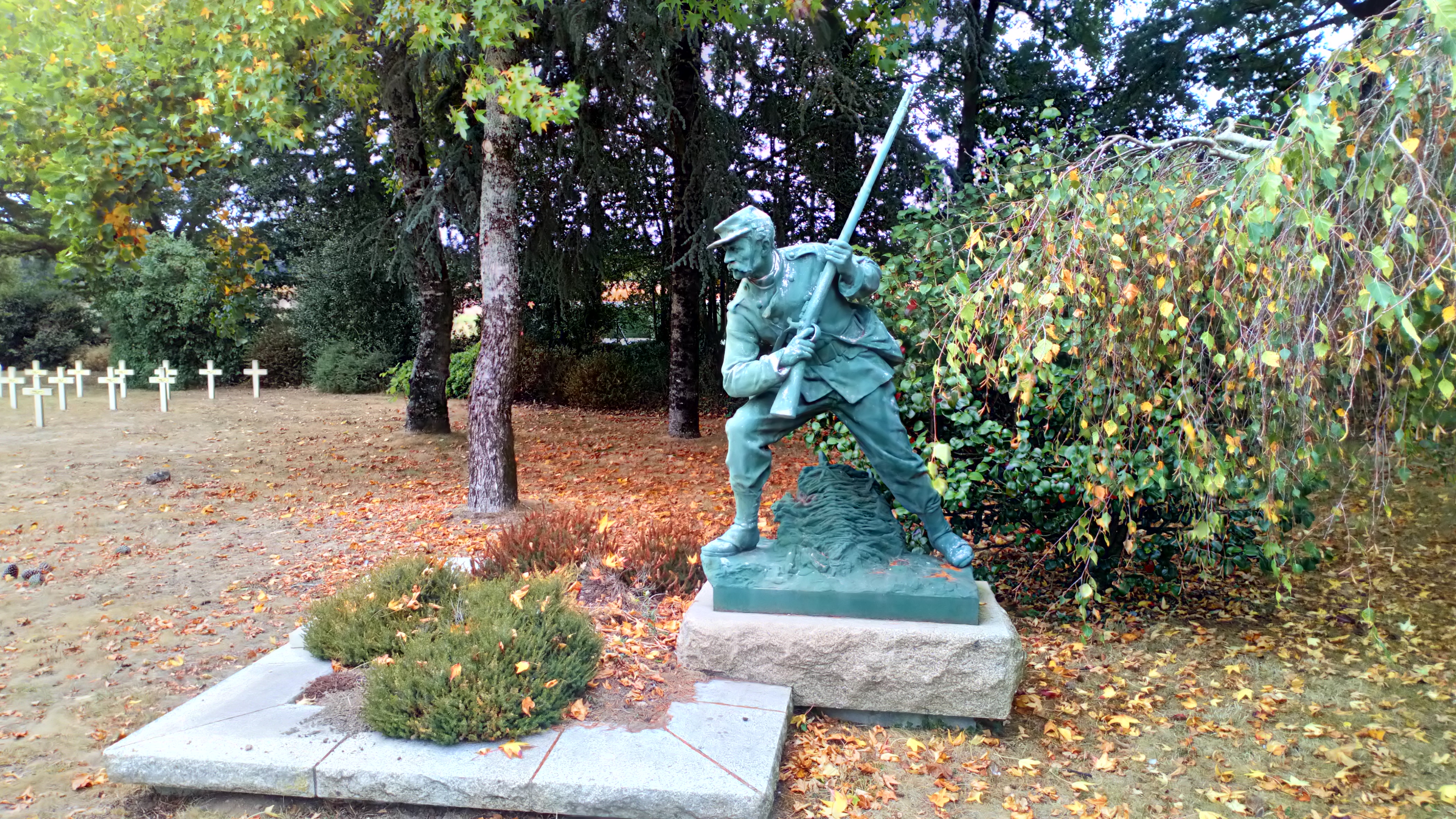
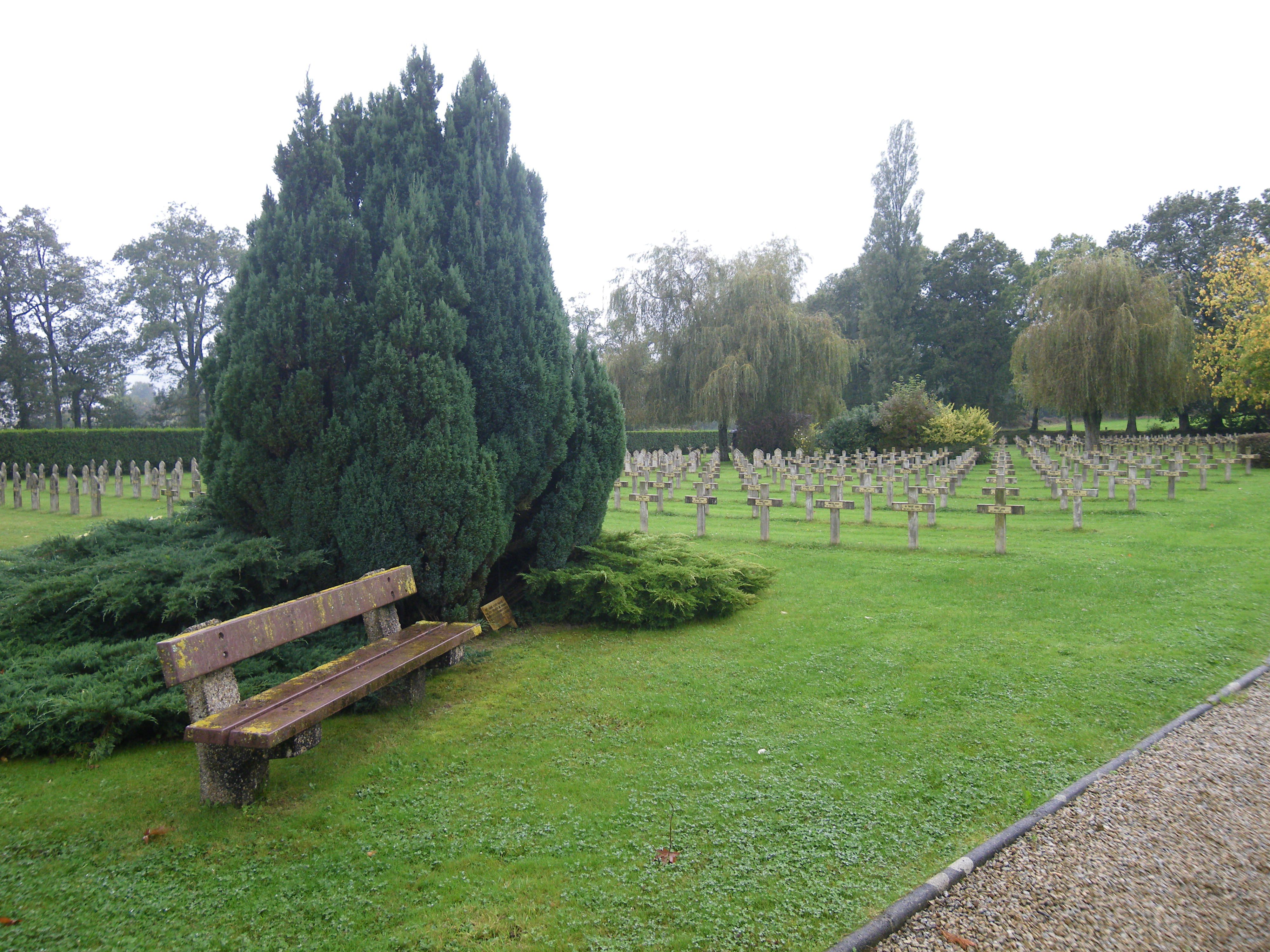
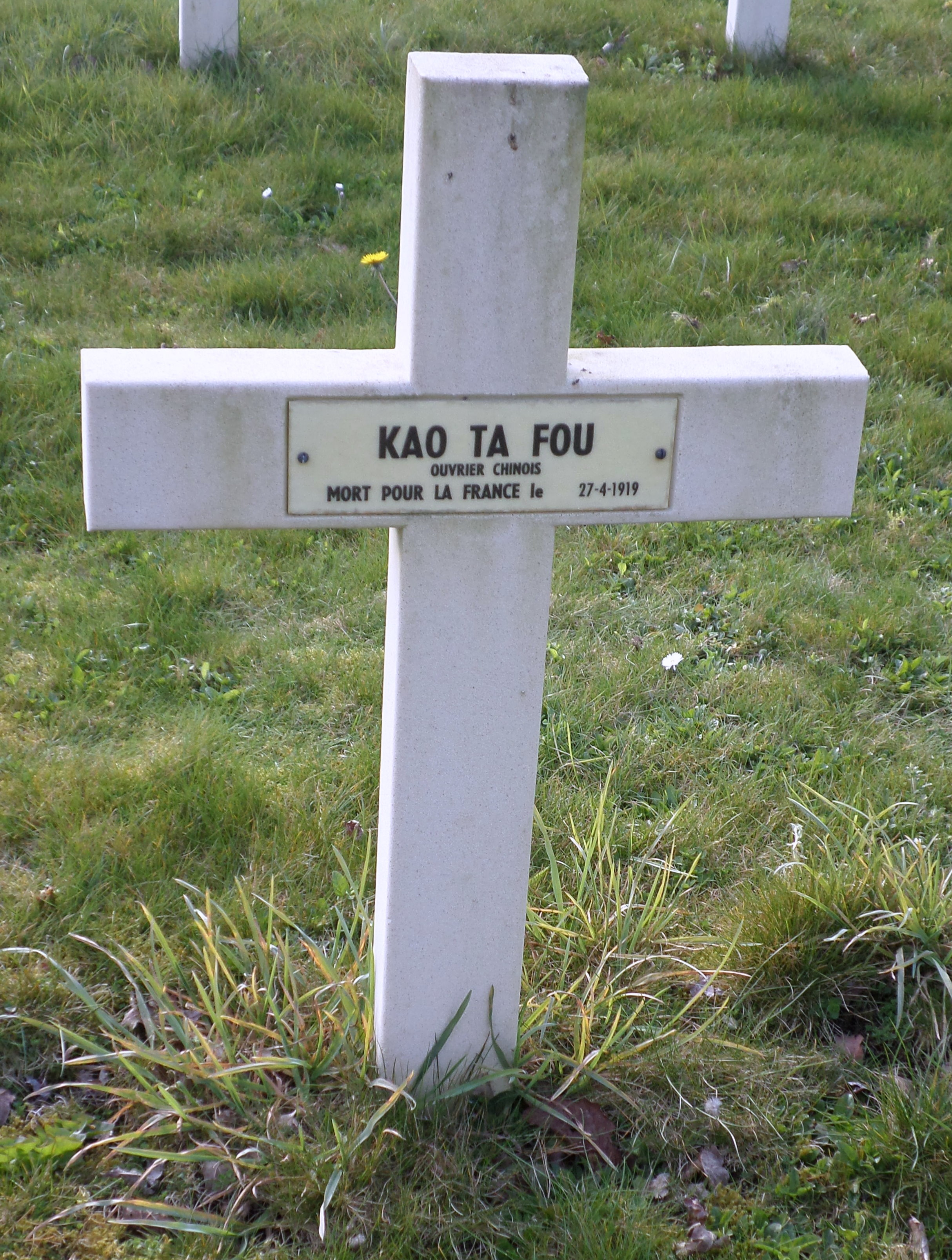
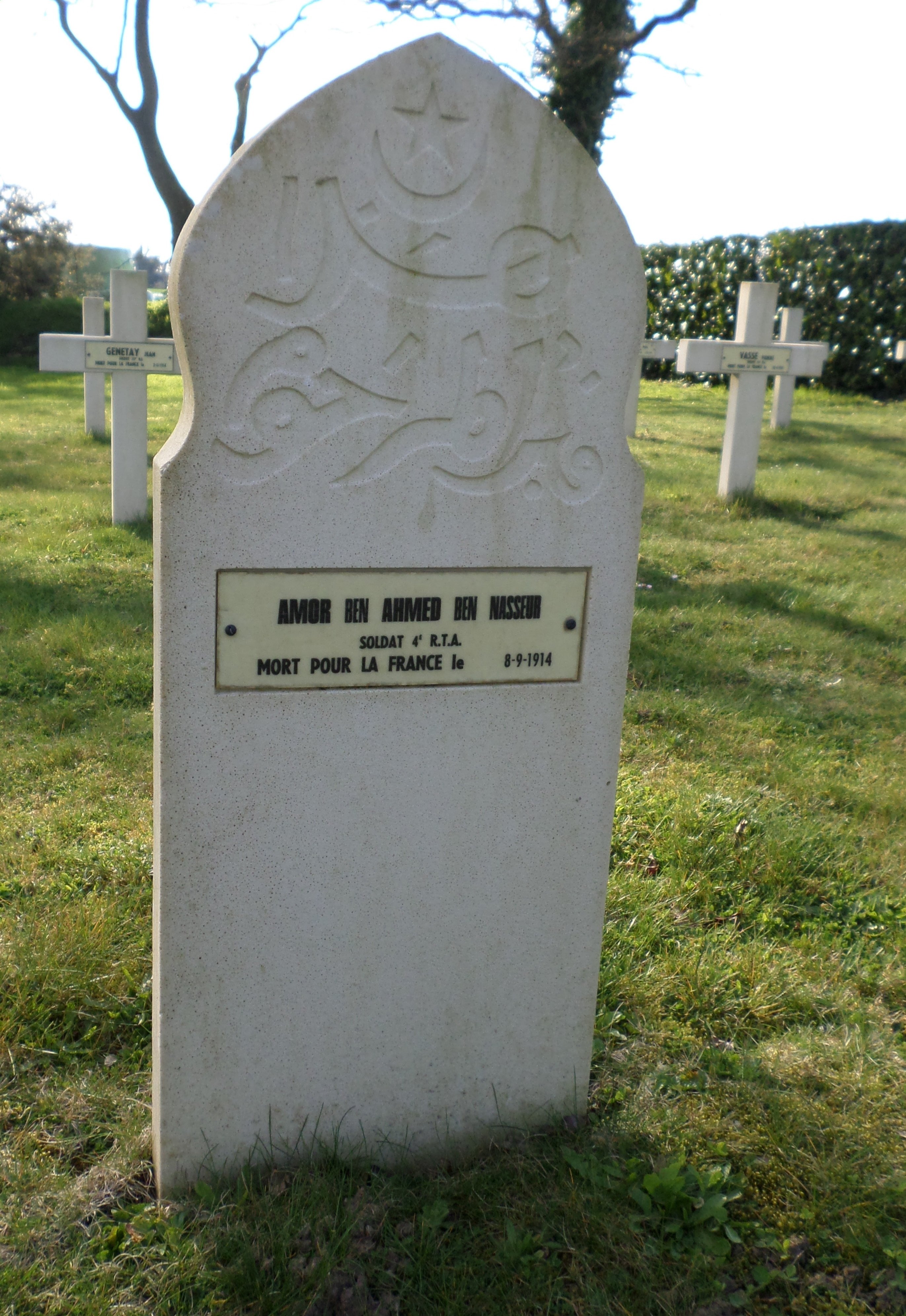